# Weißpunktierter Mohrenfalter

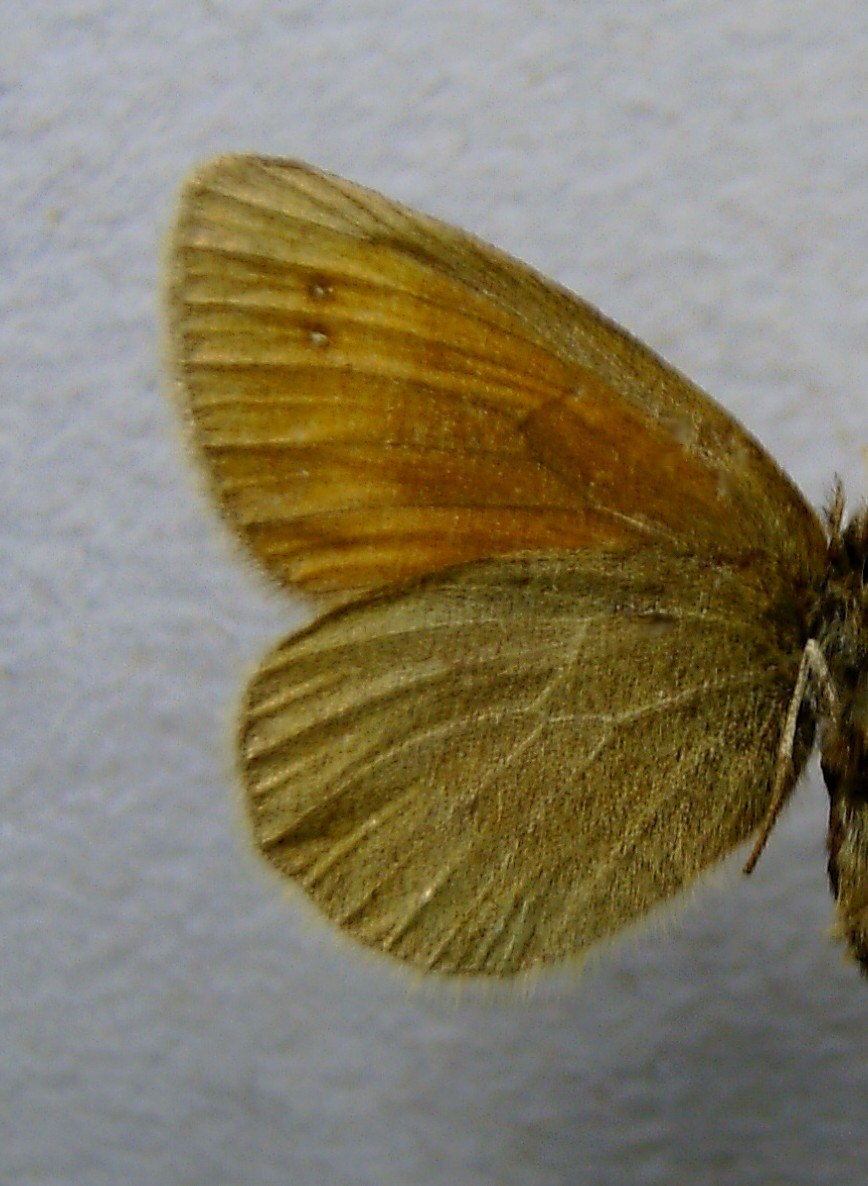
Unterseite des Weißpunktierten Mohrenfalters

Der Weißpunktierte Mohrenfalter (Erebia claudina) ist ein Schmetterling (Tagfalter) aus der Familie der Edelfalter (Nymphalidae).

## Merkmale

### Falter
Die relativ schmalen Vorderflügel der Falter, die eine Flügelspannweite von etwa 26 bis 32 Millimetern haben, sind dunkelbraun gefärbt und zeigen eine orangegelbe Binde, in der sich nahe am Apex zwei undeutliche, kleine, weiß gekernte Augenflecke befinden. Charakteristisch für die Art sind mehrere kleine, rein weiße Punkte in der Submarginalregion der Hinterflügel, die auch für den deutschen Namen der Art verantwortlich sind. Durch diese markante Kennzeichnung ist die Art unverwechselbar. Auf der Unterseite der Vorderflügel ist eine Zweiteilung zu erkennen. Während das äußere Feld gelbbraun gefärbt ist, zeigt der mittlere und innere Bereich eine schwach rotbraune Farbe. Die Hinterflügelunterseiten sind bei den Männchen zeichnungslos braun, bei den Weibchen graugelb. Oftmals scheinen die weißen Punkte von der Vorderseite durch, bei den Männchen stärker.

### Ei, Raupe
Das Ei ist rund und weiß. Die Raupen sind im Jugendstadium hellbraun und besitzen sechs feine, dunklere Längslinien, erwachsen sind sie kaffeebraun und zeigen eine dunkelbraune, weiß gesäumte Rückenlinie, feine Nebenlinien sowie breite Seitenlinien. Der Kopf ist dunkelbraun, das hintere Ende geringfügig verjüngt und läuft in einer kurzen Analspitze aus.

## Synonyme
- Erebia arete (Fabricius, 1787)

## Verbreitung und Lebensraum
Der Weißpunktierte Mohrenfalter kommt in den Alpen meist in Höhen zwischen 1600 und 1900 Metern vor. Er bewohnt meist sehr kleine, eng begrenzte Lebensräume in den österreichischen Bundesländern Salzburg, Kärnten und Steiermark. Die Art fliegt bevorzugt auf Südhängen.

## Lebensweise
Die Falter fliegen im Juli und August überwiegend in buschigem Wiesengelände. Futterpflanzen der Raupen sind Borstgras (Nardus stricta), Rasen-Schmiele (Deschampsia cespitosa) und Gewöhnliches Rispengras (Poa trvialis).

## Gefährdung
In Deutschland kommt die Art nicht vor, weshalb eine Aufnahme in die Rote Liste gefährdeter Arten entfällt, in Österreich wird die Art als ungefährdet angesehen, in einigen Bundesländern wird sie in den Kategorien „potentiell gefährdet“ beziehungsweise „gefährdet“ eingeordnet.